# Lisa Barbuscia
Lisa Barbuscia (Nueva York;18 de junio de 1971), también conocida como Lisa B, es una actriz y música estadounidense. 

## Vida y carrera
Es de ascendencia puertorriqueña, italiana e irlandesa. Se graduó en la New York High School of Music and the Performing Arts. A los 15 años consiguió un trabajo exitoso como modelo fotográfica y vivió desde entonces temporalmente en Londres. Allí a los 19 años ella empezó una carrera como cantante, en la que publicó 3 canciones exitosas. También ella y su novio Ben Volpelliere escribieron algunas canciones, que fueron publicadas por PolyGram. Luego firmó un contrato con Warner Chapell Music y se mudó a Los Ángeles. 
Allí Barbuscia debutó como actriz junto a Jeff Fahey en el thriller de 1995 In the Claws of Passion. En la comedia de aventuras Fast Heroes (1998), ella interpretó el papel de la mujer india Shaquinna, la esposa de Guy Fontenot (Eugene Levy), que se enamoró del líder de la expedición Leslie Edwards (Matthew Perry). En la película de acción SF Highlander: Endgame (2000) Barbuscia asumió el papel de Kate MacLeod. En la película Rabbit Fever (2006), en la que desempeñó un papel más importante, ella también trabajó como productora. En el 2003 Barbuscia lanzó su álbum Telling Tales.  
Barbuscia ha estado casado con Anton Bilton desde el 2004 y tiene 3 hijos. 

## Filmografía (selección)
- 1995: Guarida de la serpiente (Serpent's Lair)
- 1998: Casi Héroes (Almost Heroes)
- 2000: Highlander: Juego Final (Highlander: Endgame)
- 2001: El diario de Bridget Jones (Bridget Jones's Diary)
- 2003: Michel Vaillant
- 2006: Rabbit Fever